# Przejazdem
Przejazdem – polski zespół muzyczny założony w 1992 roku przez Pawła Sochę. Charakterystyczne dla grupy jest wypracowanie nowego stylu: połączenia muzyki szantowej i country, który muzycy nazwali shantry.

## Skład
- Paweł Socha – gitara akustyczna, śpiew
- Tomasz Żurawski – gitara akustyczna, śpiew
- Paweł Jurkiewicz – gitara basowa, śpiew
- Szymon Stateczny – skrzypce
- Jarosław Sitarz – perkusja, fortepian

## Dyskografia
- „Pierwszy Rejs” – 1995
- „Wiatr” – 1997
- „Przejazdem i Przyjaciele” (razem z zespołem DNA i Jerzym Porębskim, Andrzejem Koryckim, Natalią Mędrek i Pamelą Świdurską) – 1998
- „Dla…” – 2000

## Ważniejsze osiągnięcia
- 1995 – Grand Prix i nagroda publiczności na festiwalu Wiatrak w Świnoujściu
- 1997 – Grand Prix na festiwalu w Mikołajkach
- 1999 – Bard Bałtyku – nagroda publiczności na festiwal Wiatrak w Świnoujściu
- 2008 – Bard Bałtyku – nagroda publiczności na festiwalu Wiatrak